# Peryt Shou
Peryt Shou, pseudônimo de Albert Christian Georg (Jörg) Schultz (22 de abril de 1873, Kroslin, Pomerânia—24 de outubro de 1953) foi um místico e revivalista alemão.

## Biografia
Schultz estudou em Berlim e dedicou-se à poesia, pintura e, eventualmente, às ciências ocultas. Durante sua vida, escreveu cerca de 40 livros, a maioria dos quais caíram no esquecimento. Todavia, ele permanece um dos mais importantes esotéricos alemães do século XX, por conta da influência de suas obras sobre outros ocultistas contemporâneos. O próprio Aleister Crowley, enquanto esteva em Berlim exibindo suas pinturas, teria se encontrado com Shou em 11 de fevereiro de 1932.